# Жената чудо 1984
„Жената чудо 1984“ (на английски: Wonder Woman 1984) е американски супергеройски филм от 2020 г. и е базиран на едноименния персонаж на Ди Си Комикс. Филмът е продължение на „Жената чудо“ от 2017 г. и е 9-ият филм в „Разширената вселена на Ди Си“. Режисьор е Пати Дженкинс, по сценарий на Джеф Джоунс, Пати Дженкинс и Дейвид Калахам. Във филма участват Гал Гадот (Даяна Принц/Жената чудо), Крис Пайн, Кристен Уиг, Педро Паскал, Робин Райт и Кони Нилсен. Развива се през 1984 г. по време на Студената война, филмът проследява Диана и нейния любим от миналото Стийв Тревър се изправят срещу Максуел Уорд и Чита.
„Жената-чудо 1984“ е оригинално насрочен за световно театрално издание на 5 юни 2020 г., но е отложен много пъти по време на пандемията от COVID-19. Премиерата на филма е на 15 декември 2020 г. чрез виртуалната платформа DC FanDome, и е пуснат от Warner Bros. Pictures на 25 декември 2020 г. по кината и чрез стрийминг услугата HBO Max. Получи смесени отзиви от критиците, които похвалиха изобразяването от 1980-те години, режисурата на Дженкинс, и изпълнението на Гадот.

## Актьорски състав
| Актьор       | Роля                                       |
| ------------ | ------------------------------------------ |
| Гал Гадот    | Принцеса Диана / Диана Принс / Жената чудо |
| Крис Пайн    | Стивън „Стийв“ Тревър                      |
| Кристен Уиг  | Барбара Ан Минерва / Гепард                |
| Педро Паскал | Максуел Лорд                               |
| Робин Райт   | Генерал Антиопа                            |
| Кони Нилсен  | Кралица Хиполита                           |
| Линда Картър | Астерия                                    |

## В България
В България филмът излиза по киносалоните на 5 февруари 2021 година от Александра Филмс. В същата година за първи път е излъчен по HBO и достъпен в HBO Max.
На 26 декември 2022 г. е излъчен по bTV Cinema в понеделник от 21:00 ч. с български дублаж, записан в студио VMS. Екипът се състои от:
| Озвучаващи артисти  | Елена Русалиева Елисавета Господинова Даниел Цочев Камен Асенов Гергана Стоянова |
| Преводач            | Силвия Вълкова                                                                   |
| Тонрежисьор         | Георги Калудов                                                                   |
| Режисьор на дублажа | Веселина Стоилова                                                                |